# V630 Возничего
V630 Возничего (лат. V630 Aurigae) — двойная затменная переменная звезда типа Беты Лиры (EB) в созвездии Возничего на расстоянии (вычисленном из значения параллакса) приблизительно 29383 световых лет (около 9009 парсеков) от Солнца. Видимая звёздная величина звезды — от +14,24m до +14,03m. Орбитальный период — около 1,1958 суток.

## Характеристики
Первый компонент — жёлто-белая звезда спектрального класса F. Эффективная температура — около 6121 K.
Второй компонент — жёлто-белая звезда спектрального класса F.